# Thangka

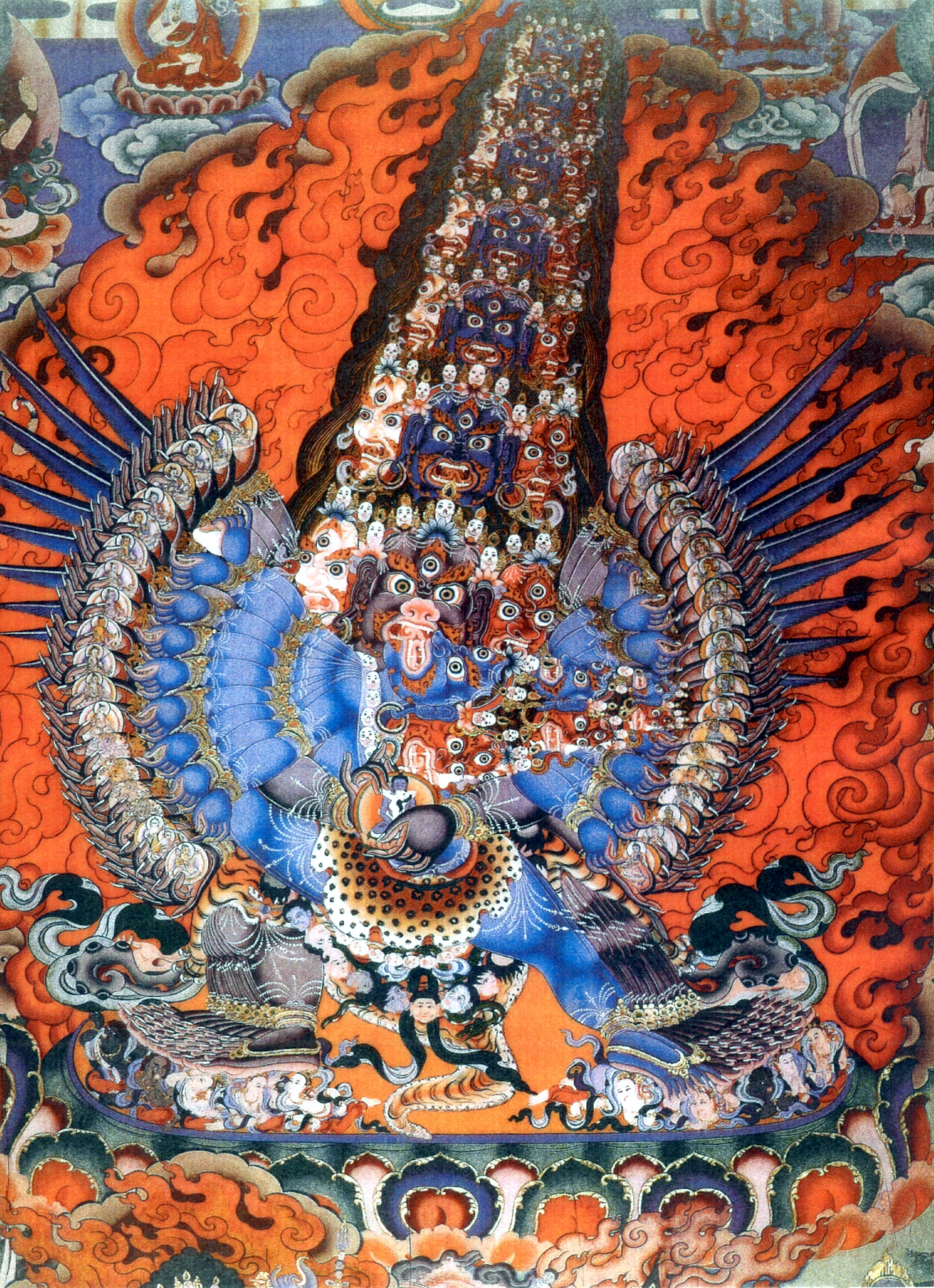
Thangka tibetana do século XIX com uma mandala nyingma. Ao meio, Chemchok Heruka (em sânscrito, Mahottama Heruka), a forma irada da budeidade suprema Samantabhadra, com 21 cabeças e 42 braços, junto a sua consorte. Nas duas mãos centrais estão Samantabhadra e Samantabhadrī, enquanto as restantes ao redor carregam as deidades pacíficas: 5 pares (masculino e feminino) de Budas, 8 pares de bodisatvas, 6 sábios emanados (munis), 4 pares de guardiães dos portões.

Uma thangka, escrito de várias maneiras como tangka, thanka ou tanka (tibetano: ཐང་ཀ་; nepal Bhasa: पौभा), é uma pintura tibetana em aplicação de algodão e seda, geralmente representando uma divindade, cena ou mandala budista tibetana. Thangkas são tradicionalmente mantidas sem moldura e enroladas quando não estão em exibição, montadas em um suporte têxtil um tanto ao estilo das pinturas chinesas, com uma cobertura de seda adicional na frente. Assim tratadas, as thangkas podem durar muito tempo, mas devido à sua natureza delicada, devem ser mantidas em locais secos onde a umidade não afete a qualidade da seda. A maioria das thangkas é relativamente pequena, comparável em tamanho a um retrato ocidental de meio comprimento, mas algumas são extremamente grandes, com vários metros em cada dimensão; estas foram concebidas para serem exibidas, normalmente por períodos muito breves na parede de um mosteiro, como parte de festivais religiosos. A maioria das thangkas destinava-se à meditação pessoal ou instrução de estudantes monásticos. Elas geralmente têm composições elaboradas, incluindo muitas figuras muito pequenas. Uma divindade central é frequentemente cercada por outras figuras identificadas em uma composição simétrica. Cenas narrativas são menos comuns, mas aparecem.
Thangkas servem como importantes ferramentas de ensino que descrevem a vida do Buda, vários lamas influentes e outras divindades e bodisatvas. Um tema é a Bhavachakra (Roda da Vida), que é uma representação visual dos ensinamentos do Abidarma (Arte da Iluminação). O termo às vezes pode ser usado para trabalhos em outras mídias que não a pintura, incluindo relevos em metal e gravuras em xilogravura. Hoje, as reproduções impressas em tamanho de pôster de thangkas pintadas são comumente usadas para fins devocionais e decorativos. Muitas thangkas foram produzidas em conjuntos, embora muitas vezes tenham se separado posteriormente.
Thangkas desempenham várias funções diferentes. Imagens de divindades podem ser usadas como ferramentas de ensino ao retratar a vida (ou vidas) do Buda, descrever eventos históricos relativos a Lamas importantes ou recontar mitos associados a outras divindades. As imagens devocionais atuam como peça central durante um ritual ou cerimônia e são frequentemente usadas como meios pelos quais se pode oferecer orações ou fazer pedidos. No geral, e talvez o mais importante, a arte religiosa é usada como uma ferramenta de meditação para ajudar a levar a pessoa mais adiante no caminho da iluminação. O praticante budista de Vajrayana usa uma imagem de agradecimento de seu iídam, ou divindade de meditação, como guia, visualizando-se como sendo essa divindade, internalizando assim as qualidades de Buda, e podem ser penduradas nos quartos ou escritórios dos monges e outros devotos.

## História
A pintura budista tibetana desenvolveu-se a partir de tradições generalizadas de pinturas budistas primitivas que agora sobrevivem apenas em alguns locais, como as Grutas de Ajanta na Índia e as Grutas de Mogao na Rota da Seda, que têm pinturas murais muito extensas e foi o repositório do que hoje são as primeiras pinturas tibetanas sobreviventes em tecido. A forma thangka desenvolveu-se ao lado da tradição das pinturas murais budistas tibetanas, que estão ou se encontravam principalmente em mosteiros.
A história inicial da forma é mais facilmente rastreada através desses murais, que sobrevivem em maior número do que as pinturas portáteis que certamente existiram. A maioria das thangkas eram encomendadas por indivíduos, que se acreditava adquirir mérito ao fazê-lo. Elas podiam então ser doadas a um mosteiro ou outro indivíduo, ou retidas para uso pelo comitente. Algumas thangkas têm inscrições atrás registrando que elas eram a imagem pessoal de meditação (thugs dam) de um monge notável. A maioria dos artistas eram provavelmente monges, embora pareçam ter existido artistas leigos, tal como existiu para a escultura em metal. O comitente fornecia os materiais, que muitas vezes eram valiosos e, por tradição, a compensação ao artista era considerada um "presente" e não uma taxa. A palavra "thangka" significa "coisa que se desenrola" em tibetano clássico. As thangkas raramente são assinadas, mas alguns artistas são conhecidos, mais porque eram importantes líderes monásticos do que famosos como artistas. A pintura era uma realização valorizada em um monge.
Os primeiros vestígios de pinturas tibetanas em tecido estão em algumas peças das Cavernas de Mogao em Dunhuang na Rota da Seda, na província de Gansu, na China. Na "Caverna da Biblioteca" havia um repositório de manuscritos, pinturas, gravuras, têxteis e outros artigos antigos ou desgastados que foi selado no século XI, após vários séculos de depósitos. Muitas das pinturas têm inscrições tibetanas ou estão em um estilo que pode ser reconhecido como tibetano, em oposição ao estilo dominante chinês han e algumas peças refletem estilos indianos. Embora sejam difíceis de datar, pensa-se que estas peças provêm principalmente de um período c. 781–848 durante o governo da Dinastia Tang.

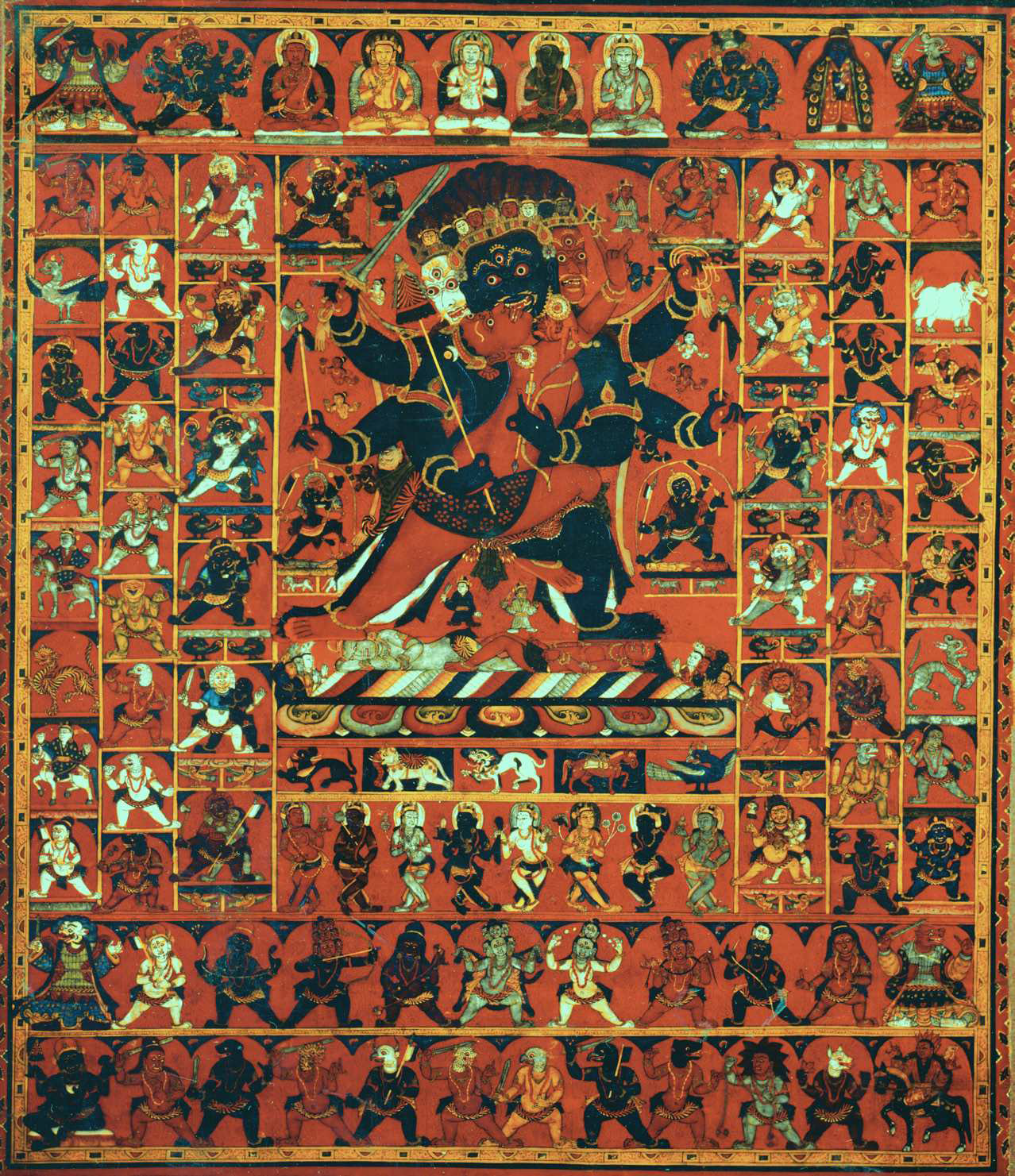
Thangka de c. 1300, representando divindades da religião bön, nativa do Tibete. Ao centro está Khro bo gtso mchog mKha’ ’gying (em azul) e sua consorte mKha’ la gdug mo (em vermelho).

Thangkas sobreviventes em tecido certamente do próprio Tibete são datadas até ao século XI, após o renascimento do budismo; há cerca de 20 restantes deste e do século XII. Esses primeiros exemplos normalmente têm composições que já são complexas, mas menos do que em exemplos posteriores, como mais tarde as composições típicas mostram uma figura central ladeada por outras figuras menores, muitas vezes em compartimentos emoldurados, ou cercados por halos flamejantes ou sentados em pequenas nuvens. Atrás dessas figuras, um fundo de paisagem incluindo muito céu é frequentemente indicado, embora pouco possa ser visível. A figura central pode ser uma divindade, arhat, ou um monge importante, e os mesmos grupos compõem as figuras de fundo. Várias das figuras podem ser diferentes "aspectos" ou reencarnações umas das outras de acordo com a teologia budista.
Ao longo dos séculos seguintes, a pintura tibetana, tanto em paredes quanto em thangkas, continuou a se desenvolver em seu estilo distinto, equilibrando as duas principais influências da pintura indo-nepalesa e chinesa han, apesar do budismo estar em declínio geral nessas regiões. Os estilos podem variar consideravelmente entre as diferentes regiões do Tibete, bem como a região mais ampla onde as thangkas eram pintadas. Dentro do Tibete, as regiões mais próximas do Nepal e o resto da China eram frequentemente mais influenciadas por estilos regionais. As thangkas butanesas foram influenciadas principalmente pelo Tibete Central. As diferentes ordens monásticas também desenvolveram caracteres estilísticos um pouco diferentes.
A pintura tibetana incorporou muitos elementos da pintura chinesa han, especialmente a partir do século XIV, atingindo um pico no século XVIII. Um aspecto disso foi permitir mais espaço e ênfase ao fundo da paisagem. Em geral, o estilo das figuras em thangkas permanece derivado da tradição indo-nepalesa. De acordo com Giuseppe Tucci, na época da dinastia Qing, "uma nova arte tibetana foi então desenvolvida, que em certo sentido era um eco provincial da suave preciosidade ornamentada do século XVIII chinês". Desde a dinastia Yuan, o Tibete era administrado como parte da China, mas quando a dinastia Qing chegou ao poder, o interesse no budismo tibetano aumentou, e muitas obras refinadas e elegantes foram produzidas por artistas imperiais e enviadas ao Tibete, influenciando os estilos locais. Além do estilo da corte, houve influência das regiões da China próximas ao Tibete.

## Galeria

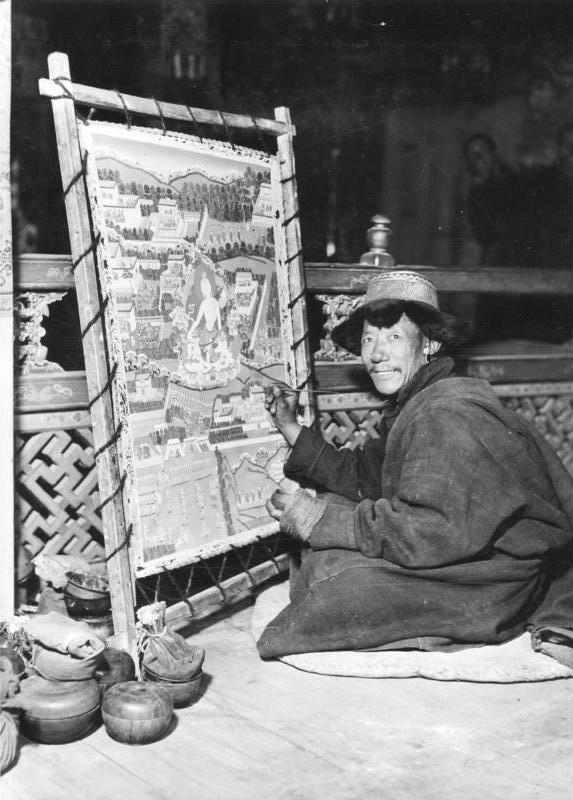
Monge pinta uma thangka no Potala, Lhasa, 1938
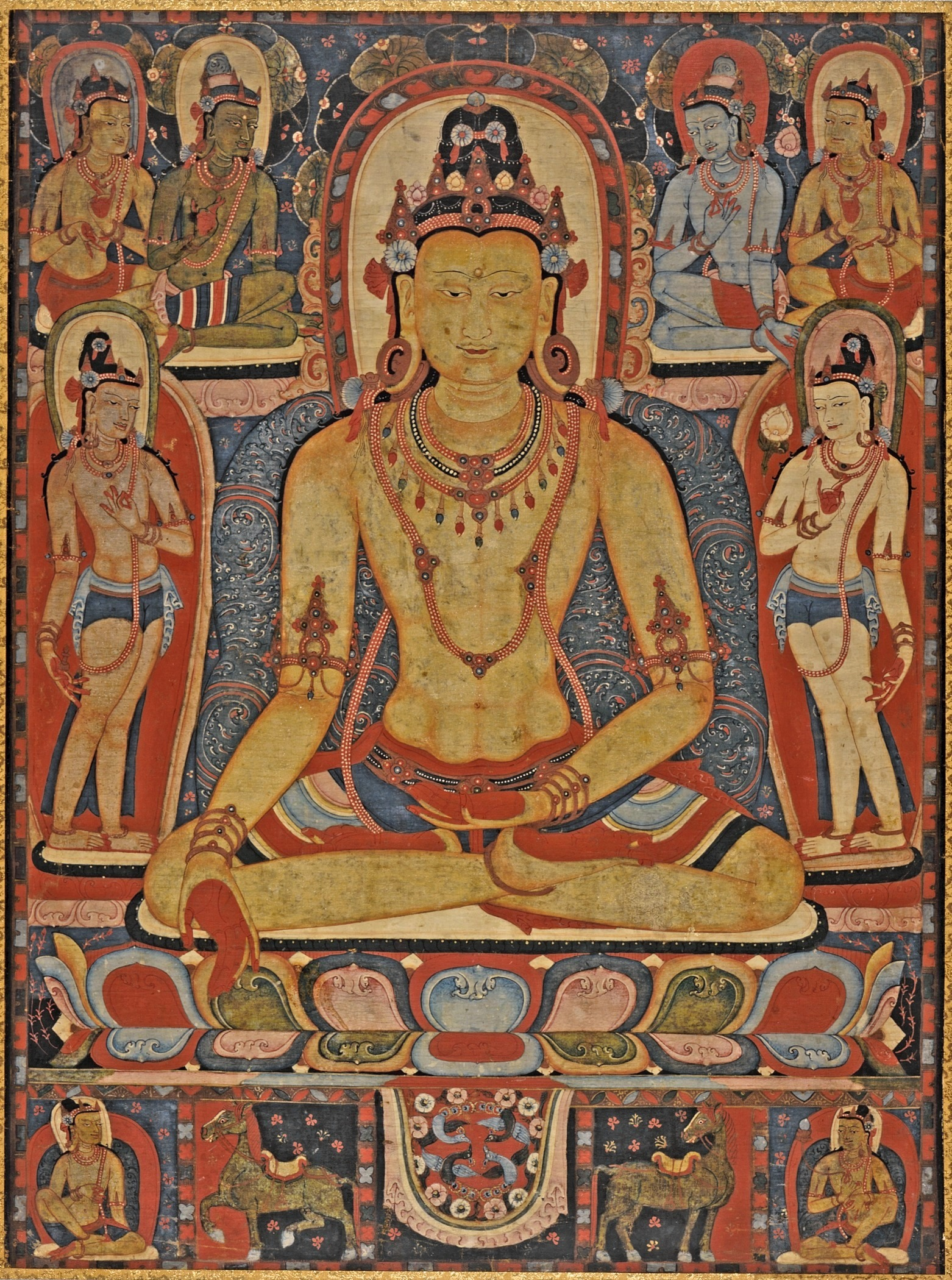
Buda Jina Ratnasambhava. Tibete Central, Monastério de Kadampa, 1150–1225
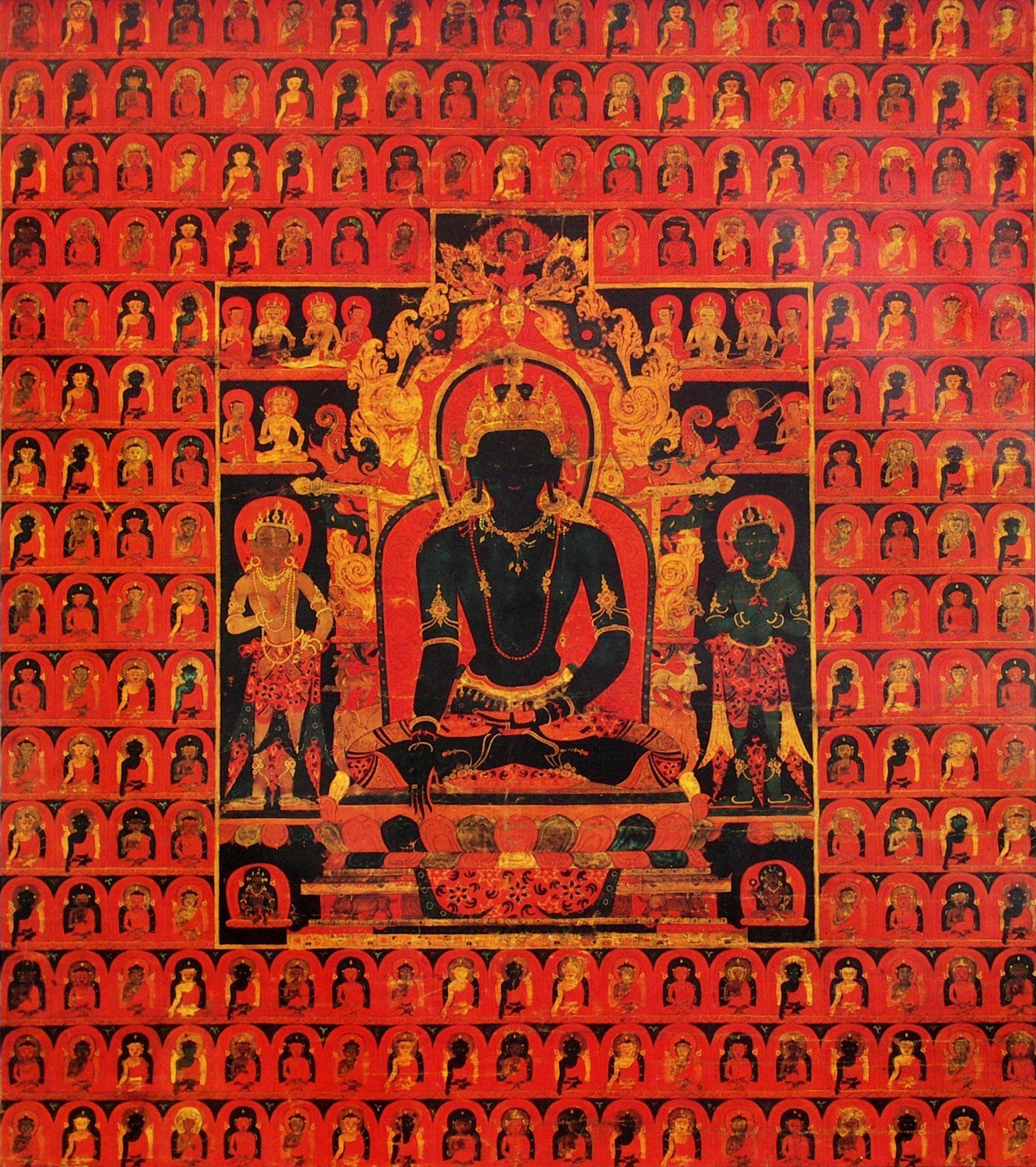
'Dhyani Buda Akshobya'. Thangka tibetana do final do século XIII. Honolulu Museum of Art. O fundo consiste de múltiplas imagens dos Cinco Dhyani Budas.
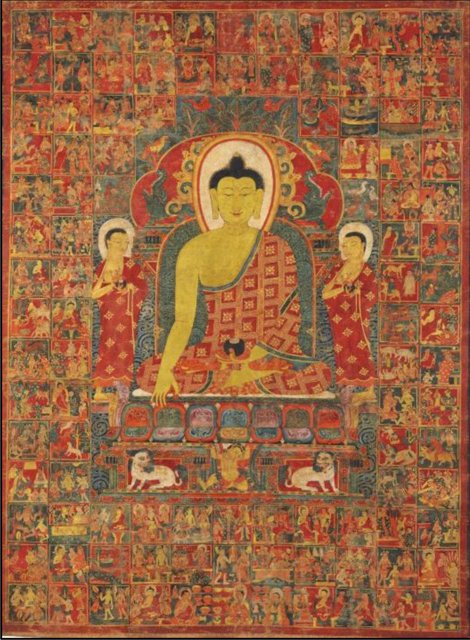
Thangka de Buda com os Cem Contos Jataka. Tibete, século XIII-XIV
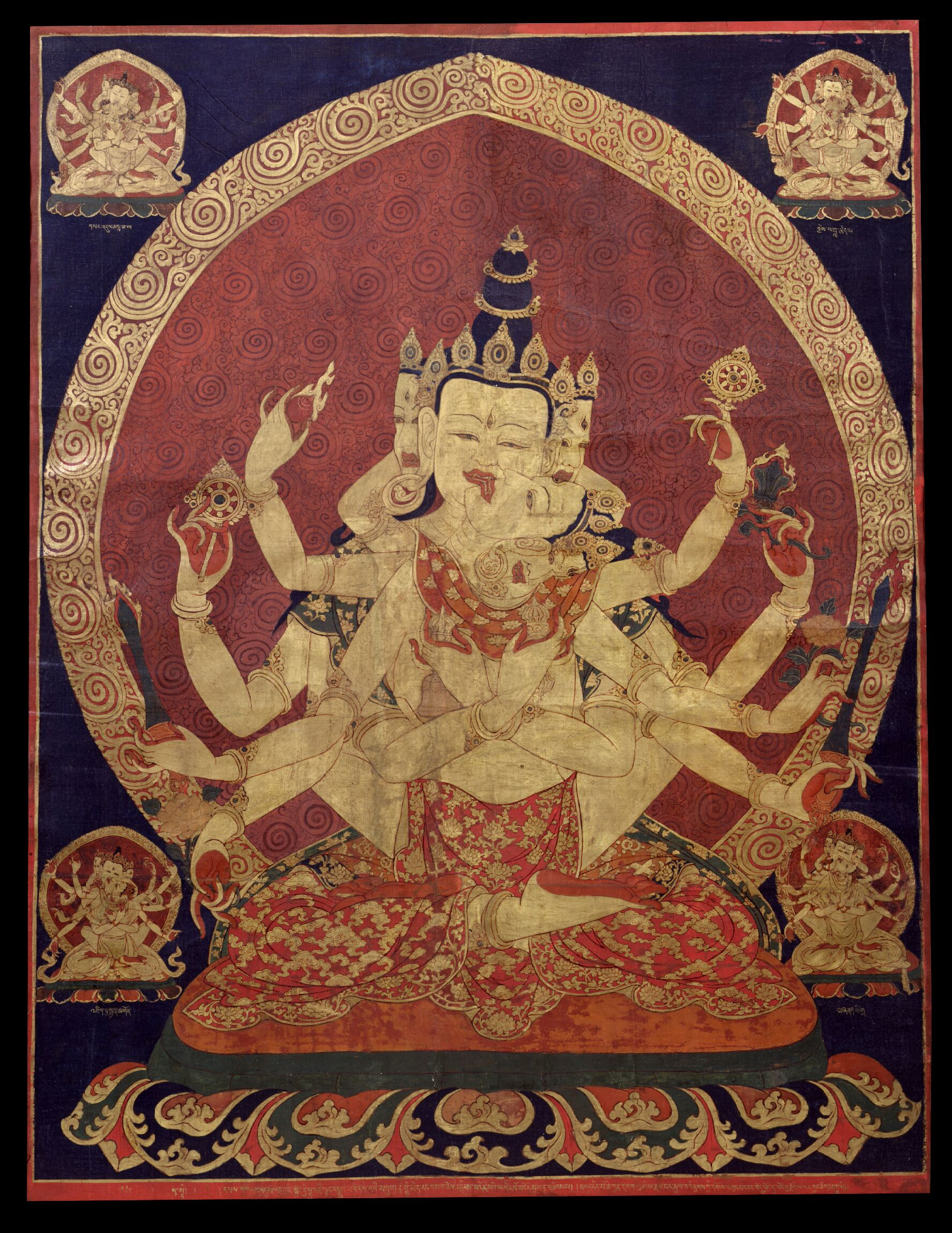
Thanka de Guhyasamaja Akshobhyavajra. Tibete Central, século XVII. Rubin Museum of Art
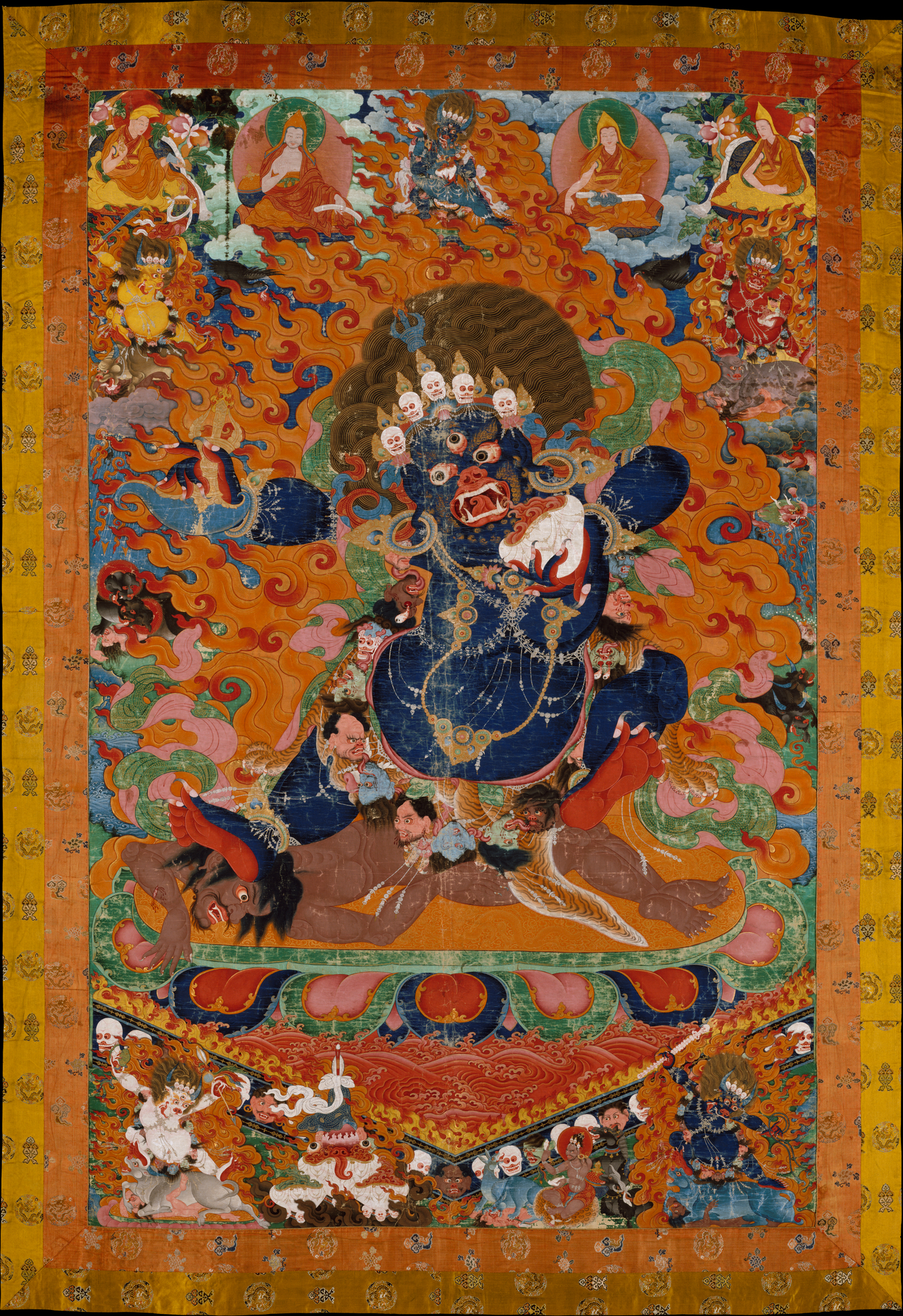
Yama, Tibete, século XVII ou início do XVIII. Com mais de 1,80 m de altura, era originalmente parte de um conjunto de deidades protetoras.
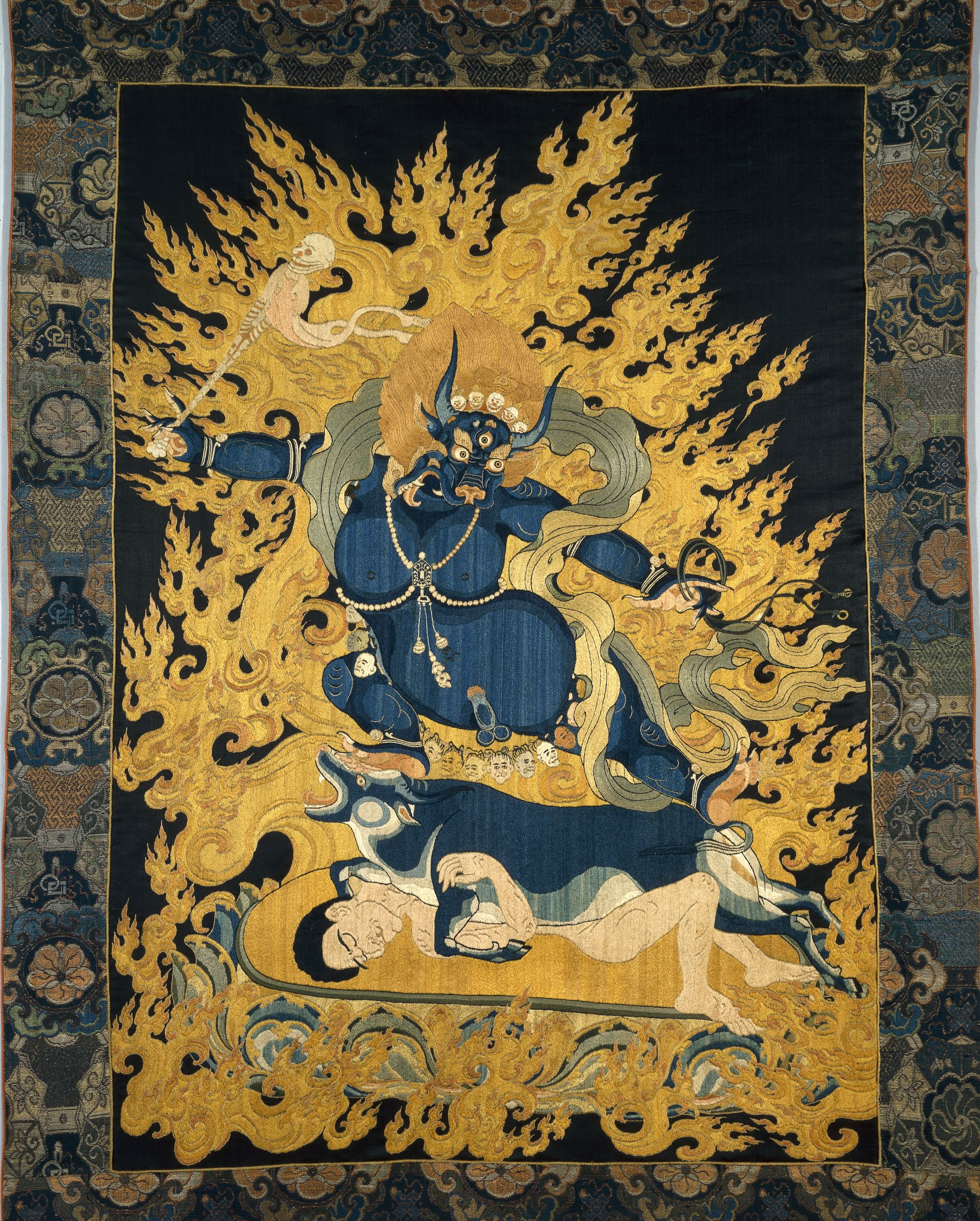
Yama Dharmapala, tibeto-chinês. Seda bordada, século XVIII
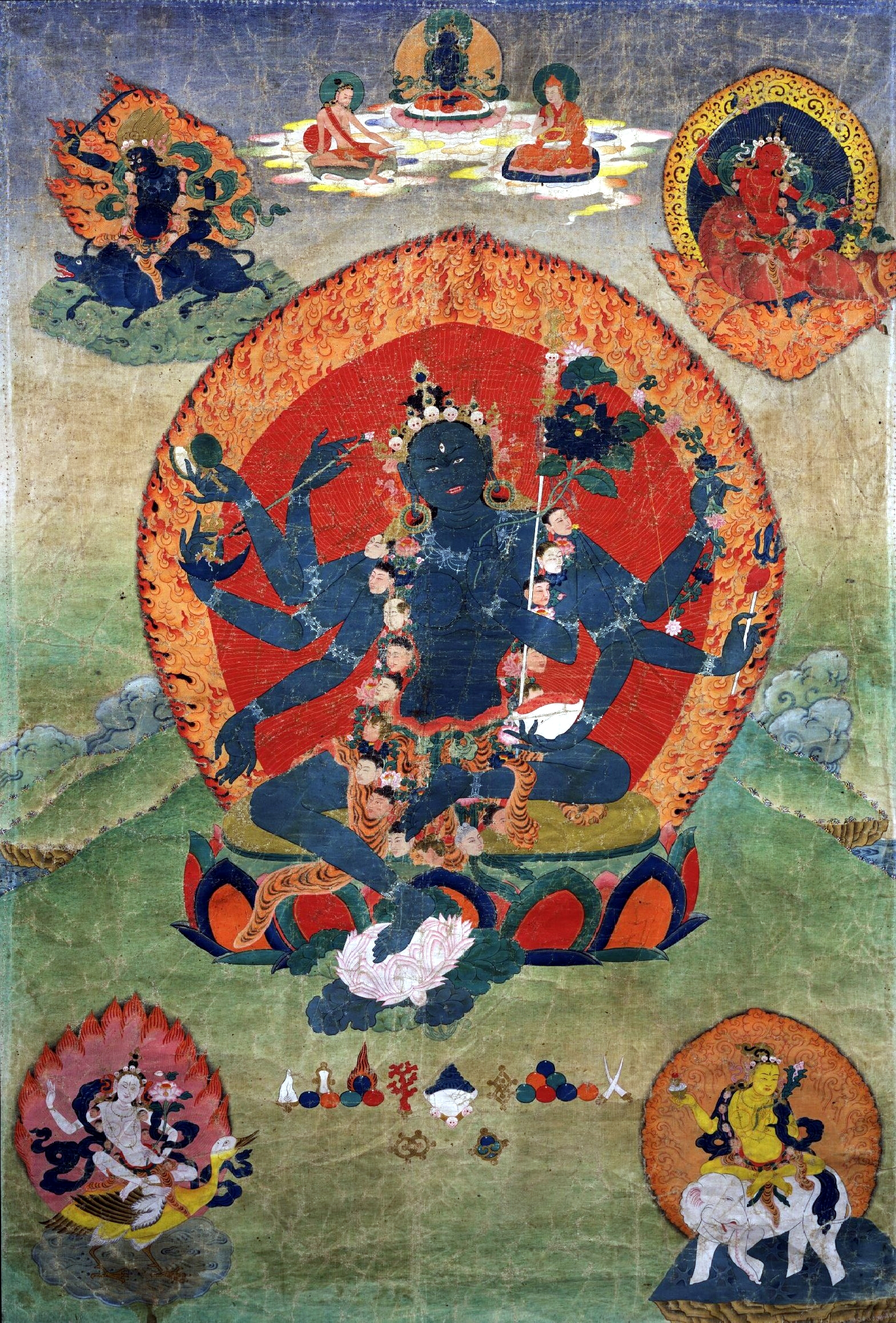
Thanka do Tibete Oriental (século XVIII), com a  Tara verde (Samaya Tara Yogini) no centro e as Taras azul, vermelha, branca e amarela nos cantos. Rubin Museum of Art.
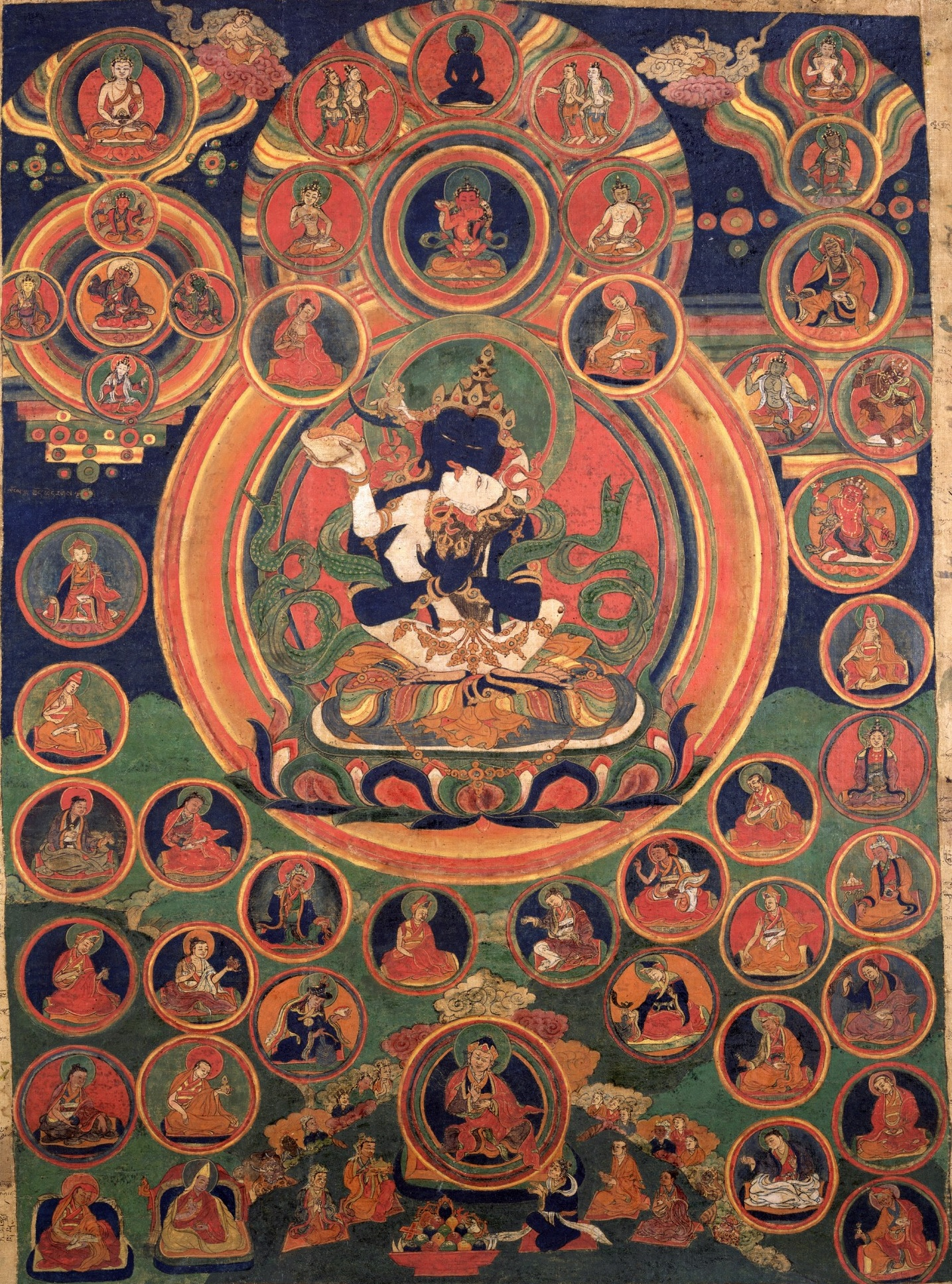
Padmasambhava com consorte Yeshe Tsogyal, emanações, gurus do Nyingma. Samantabhadra (corpo azul escuro) e Amitayus (com consorte) estão acima. Tibete, século XVII
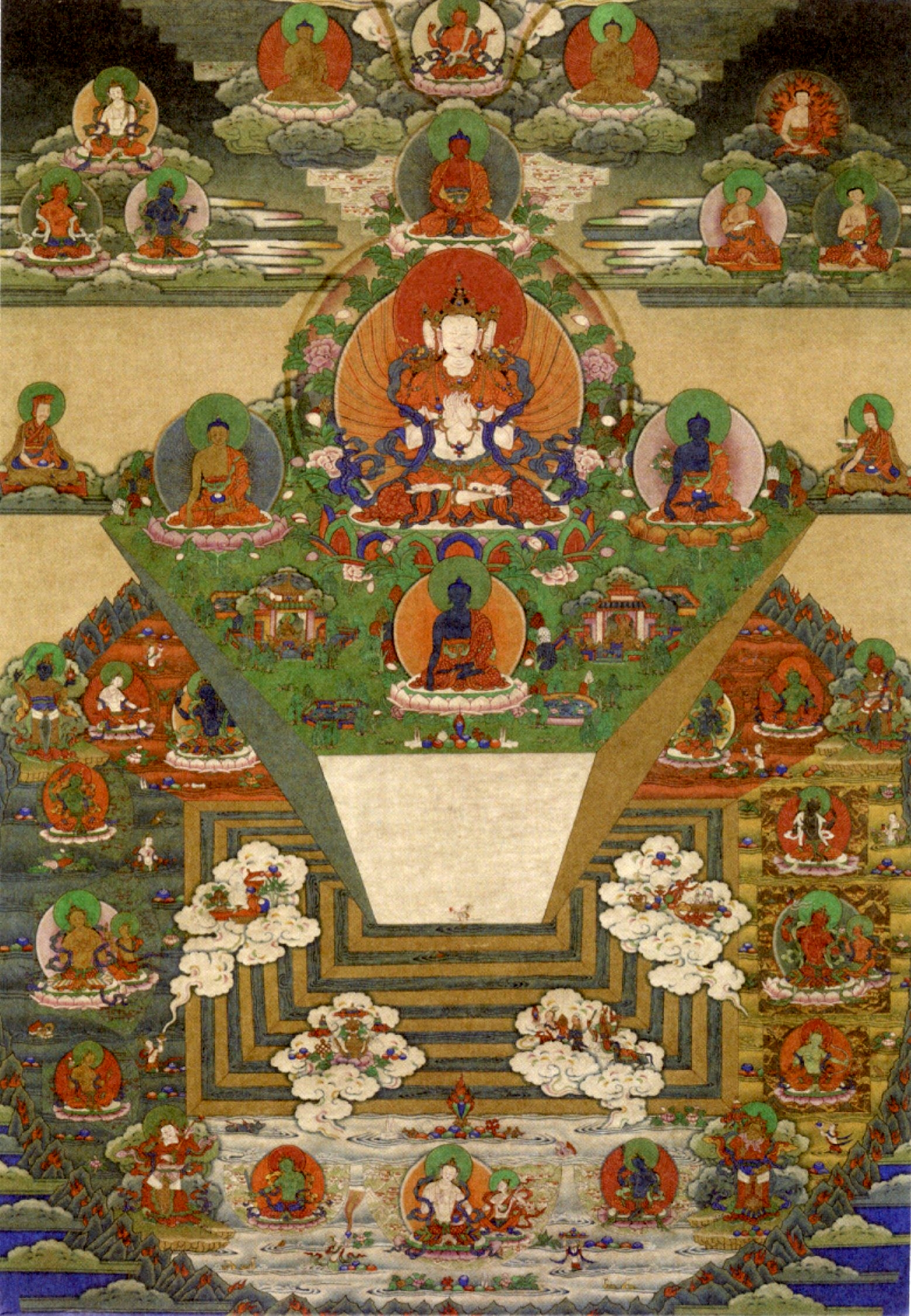
Thangka butanesa do Monte Meru e o Universo Budista. Século XIX, Trongsa Dzong, Trongsa, Butão
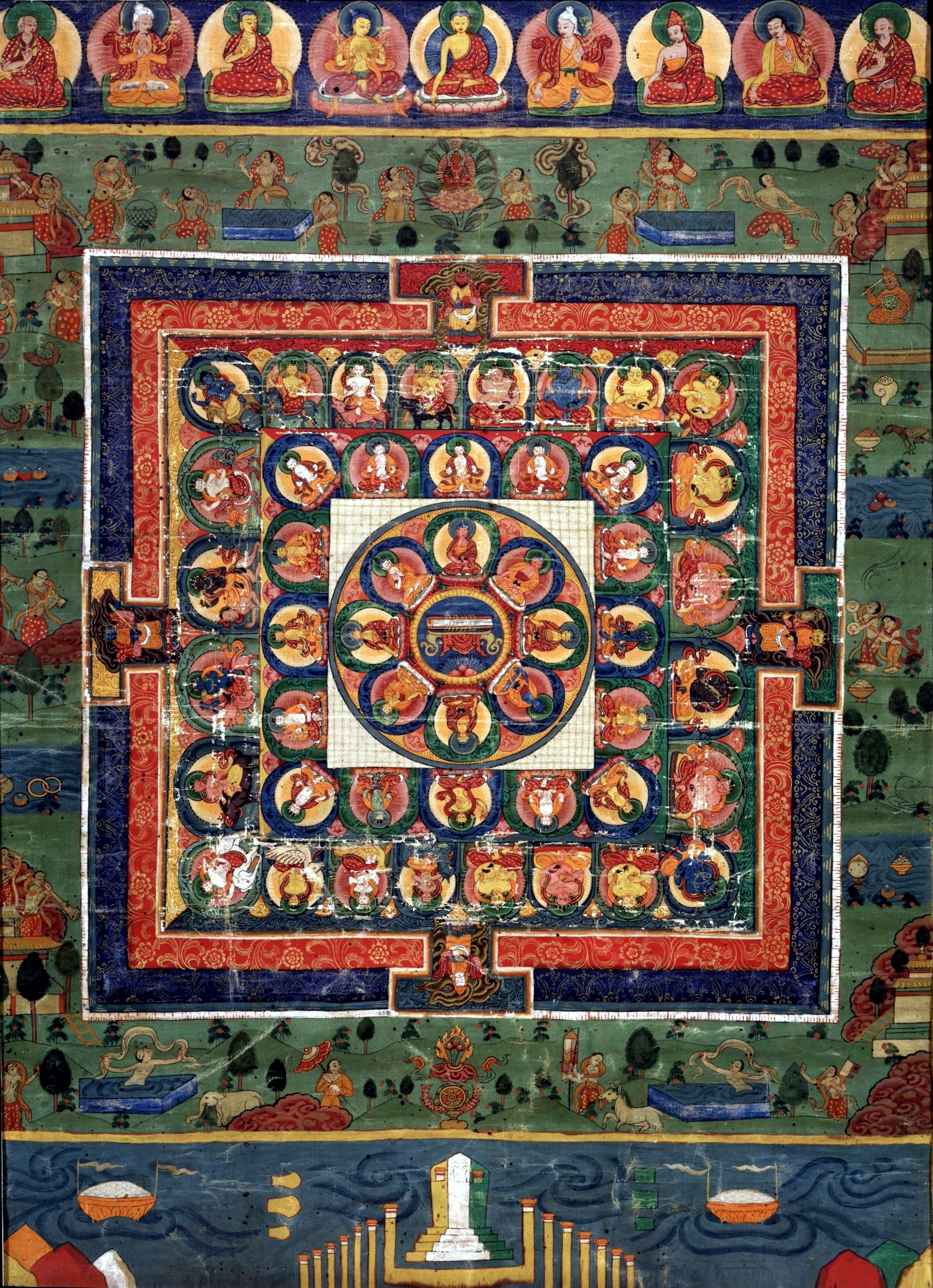
Mandala do Buda da Medicina com os Prajnaparamita no centro. Pintura butanesa do século XIX. Rubin Museum of Art.
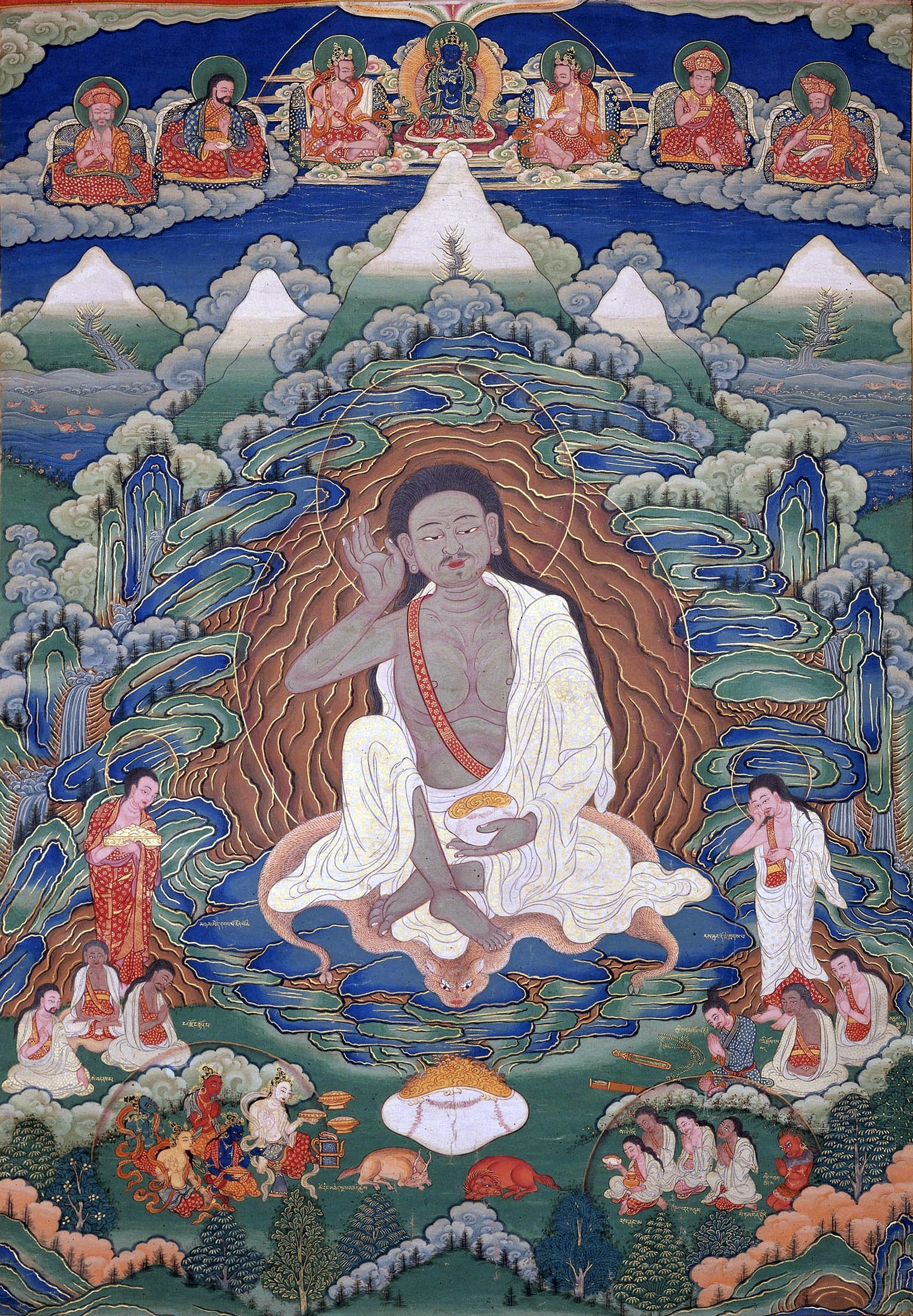
Thangka butanesa com pintura de Milarepa (1052-1135), final do século XIX e início do XX, Dhodeydrag Gonpa, Thimphu, Butão
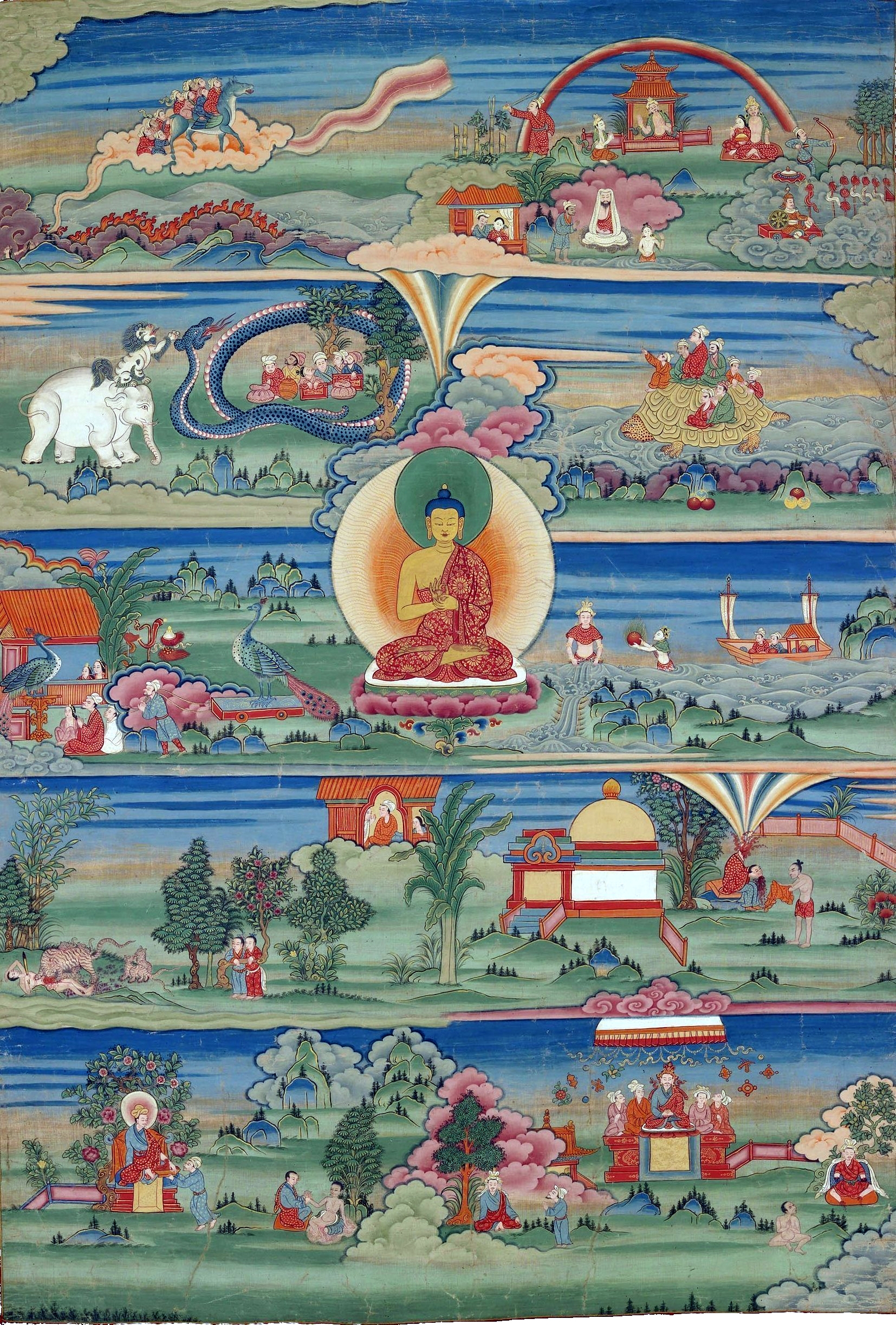
Contos Jataka pintados em thangka butanesa, século XVIII-XIX, Phajoding Gonpa, Thimphu, Butão
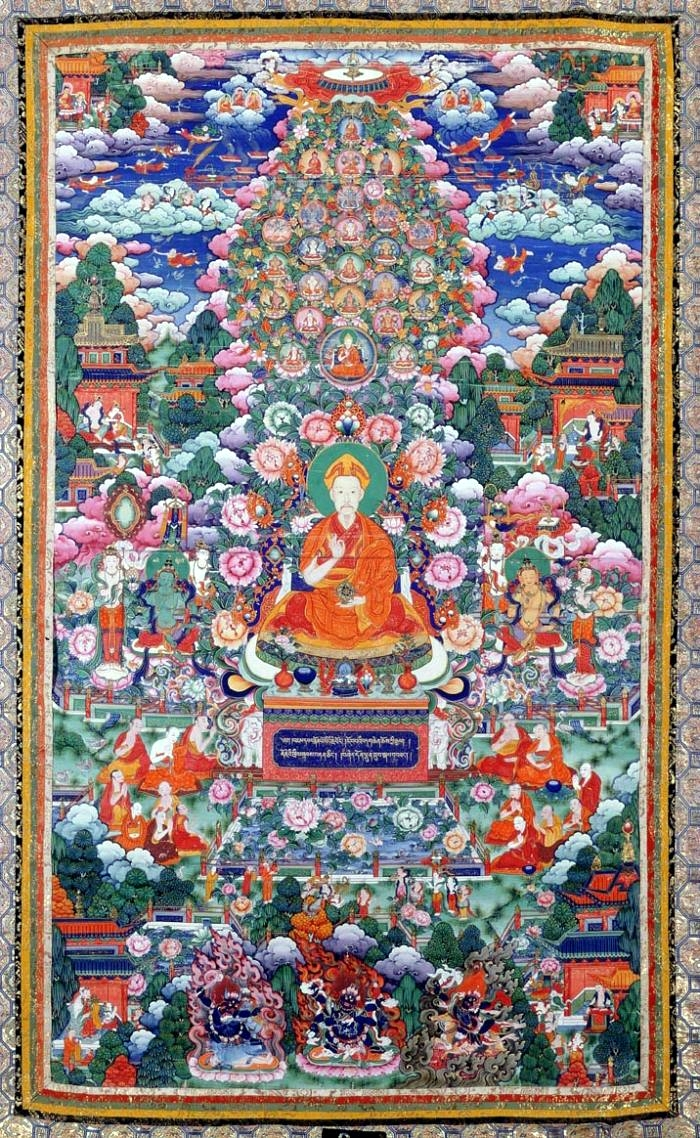
O imperador Qianlong da China (1711-1799) vestido de monge
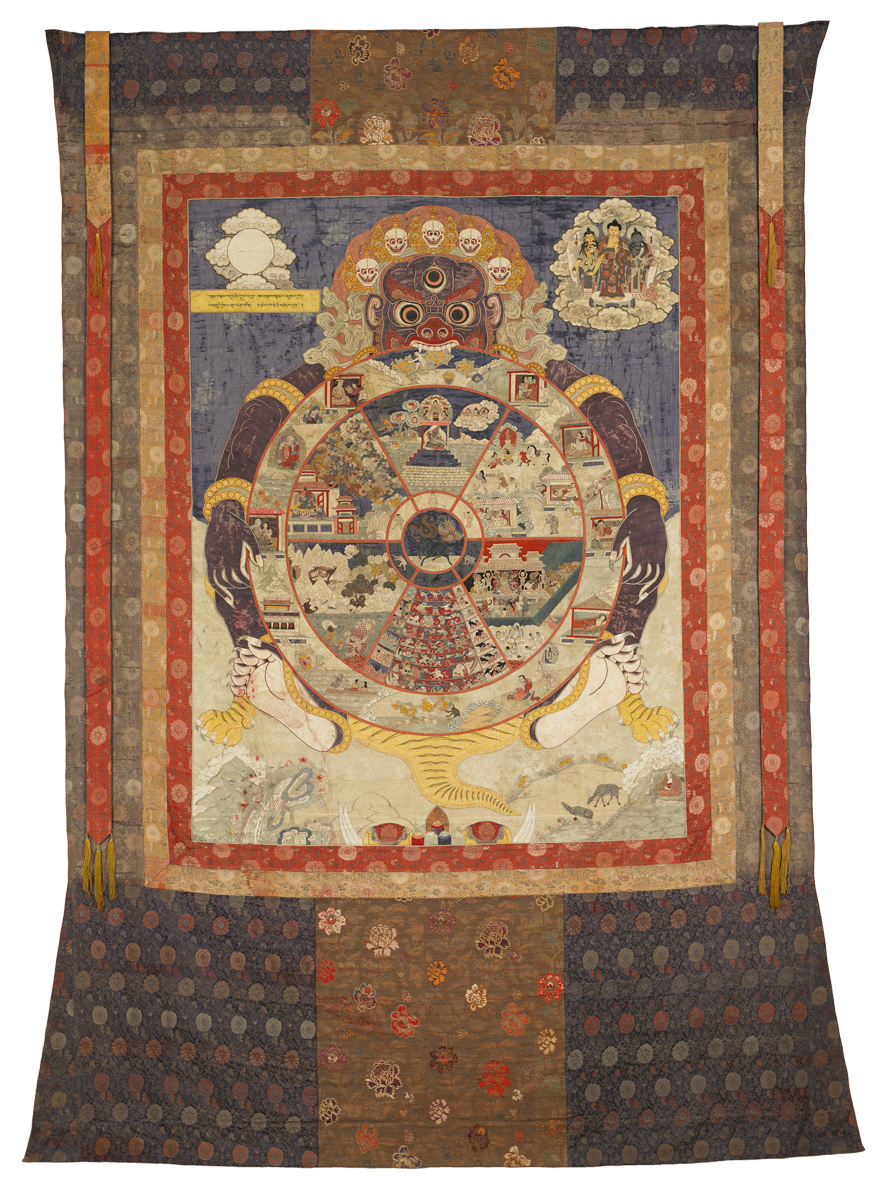
Roda da Existência, c. 1800, Birmingham Museum of Art